# Nemastoma transsylvanicum
Nemastoma transsylvanicum is een hooiwagen uit de familie aardhooiwagens (Nemastomatidae).